# Ženskij volejbol'nyj klub Dinamo-Kazan' 2016-2017
Questa voce raccoglie le informazioni riguardanti lo Ženskij volejbol'nyj klub Dinamo-Kazan' nelle competizioni ufficiali della stagione 2016-2017.

## Organigramma societario
Area direttiva
- Presidente: Leonid Baryšev

Area tecnica
- Allenatore: Rišat Giljazutdinov
- Allenatore in seconda: Aleksandr Perepëlkin, Sergej Sikačev

## Rosa
| N° | Nome                 | Ruolo | Data di nascita   | Nazionalità sportiva |
| -- | -------------------- | ----- | ----------------- | -------------------- |
| 3  | Elena Ežova          | L     | 14 agosto 1977    | Russia               |
| 4  | Marina Manjuk        | C     | 26 novembre 1982  | Russia               |
| 5  | Julija Podskal'naja  | C     | 18 aprile 1989    | Russia               |
| 6  | Irina Zarjažko       | C     | 4 ottobre 1991    | Russia               |
| 8  | Irina Voronkova      | S     | 20 ottobre 1995   | Russia               |
| 9  | Dar'ja Stoljarova    | O     | 29 marzo 1990     | Russia               |
| 10 | Anna Kotikova        | S     | 13 ottobre 1999   | Russia               |
| 13 | Evgenija Starceva    | P     | 12 febbraio 1989  | Russia               |
| 14 | Ekaterina Kabešova   | L     | 5 agosto 1986     | Russia               |
| 15 | Irina Uralëva        | P     | 14 giugno 1990    | Russia               |
| 16 | Anastasija Podošvina | S     | 18 luglio 1995    | Russia               |
| 17 | Sabina Gilfanova     | O     | 14 febbraio 1996  | Russia               |
| 18 | Elica Vasileva       | S     | 13 maggio 1990    | Bulgaria             |
| 19 | Ol'ga Birjukova      | S     | 19 settembre 1994 | Russia               |